# Sávio (cantor)
Sávio de Souza Bittencourt Barros (Niterói, 22 de fevereiro de 1999) é um cantor, musicista e compositor brasileiro.

## Carreira
Sávio foi criado em uma família de músicos, onde sempre teve liberdade para a experimentação artística. Apesar de ter tocado bateria, ele se encontrou realmente no violão e nos vocais. O cantor oferece um olhar renovado sobre a Nova MPB. Com uma sonoridade que transita entre faixas intimistas e experimentações solares que fundem bossa nova e pop contemporâneo, ele conquista pela autenticidade e pela versatilidade artística. Sávio não esconde o caráter romântico e sensível – no repertório musical e na forma de ver o mundo. As letras são emotivas, sonhadoras e poéticas.
Sávio traz em sua música a fusão entre elementos eletrônicos e as raízes da música brasileira, cantando o amor com a leveza e a alma do Rio. Criado em uma família de músicos, a arte sempre fez parte do seu cotidiano. Começou na bateria, mas foi nas cordas do violão que encontrou sua verdadeira expressão. A partir de 2018, passou a se dedicar intensamente às suas composições em estúdio. Após o lançamento de diversos singles e EPs, sua estreia em álbum revela um artista em busca do presente, com orgulho de suas origens e os olhos voltados para o futuro.
Em outubro de 2021, o cantor e compositor Sávio lançou seu álbum de estreia, "Converso Com Todas As Coisas". Produzido por Cyro Neto e Vinícius Pitanga, o disco reúne uma rica mistura de influências, combinando elementos do folk e do indie em uma sonoridade única e envolvente. Esse álbum, lançado de forma independente, marcou o início de sua trajetória, estabelecendo uma conexão profunda com o público por meio de composições sensíveis e reflexivas.
Sobre o disco, Sávio disse em entrevista “Em diversos momentos, busquei enxergar coisas, ou até ‘sinais’, que me mostrassem um caminho para contar alguma uma história, algo grande”, conta ele sobre a confecção da obra, “nunca achava uma ideia boa o suficiente. Isso até um amigo me dizer ‘não é difícil ter boas ideias, difícil é ter quem sinta ou as entenda como você’. O disco conta a forma como eu me vejo e sinto tudo, compondo da liberdade que tenho aos vinte e poucos anos. É a maneira como me sinto agora e por isso afirmo que não vai ser por muito tempo. Sei lá quanto tempo a gente tem, por isso eu prefiro conversar com todas as coisas”. A produção do álbum é assinada por Cyro Neto, Vini Pitanga e pelo próprio Sávio, e conta com participações especiais de Pedro Mann, Cris e Anna — que colaborou com o cantor na composição da faixa Tudo Bem.
Nos anos de 2022 e 2023, Sávio consolidou sua presença na cena musical, levando o disco a diversos palcos, festivais e casas de show, incluindo apresentações de abertura para nomes consagrados como Nando Reis e Alceu Valença. Também foi o responsável pelo encerramento do festival Bossa Nova in Concert, em um show especial com a participação de Mart'nália. Essas vivências ampliaram seu repertório criativo e fortaleceram seu vínculo com o público.
Em 2025 no EP "P E R T O", Sávio revela um mergulho profundo em sua própria identidade, marcando o prenúncio de seu próximo álbum. O artista segue desafiando a obviedade na nova MPB, explorando desde composições sutis e intimistas até criações mais solares, onde a bossa nova se encontra com o universo pop de forma leve e inventiva.
Com uma sonoridade que combina a leveza da bossa nova ao calor envolvente do pop, o trabalho revela a evolução criativa do artista — que já havia se destacado na cena com seu álbum de estreia, Converso Com Todas As Coisas (2021). Lançado de forma independente, o disco conquistou o público com sua abordagem introspectiva e apresentações marcantes.
Atualmente, Sávio inicia um novo capítulo em sua carreira, preparando o lançamento de seu próximo álbum, produzido por Juliano Cortuah. Apostando em colaborações especiais e novas sonoridades, o artista mergulha na fusão entre a essência da MPB e o frescor da música pop atual, convidando o ouvinte a uma experiência sensorial e reflexiva sobre a vida. As faixas do EP exploram diferentes camadas da personalidade de Sávio, refletindo o improviso, os anseios e as emoções cotidianas de um jovem de vinte e poucos anos em constante diálogo consigo mesmo.

## Discografia
- Converso Com Todas As Coisas - Álbum (2021)
- Moletom - EP (2020)
- P E R T O - EP (2025)